# Formel-1-Weltmeisterschaft 2012

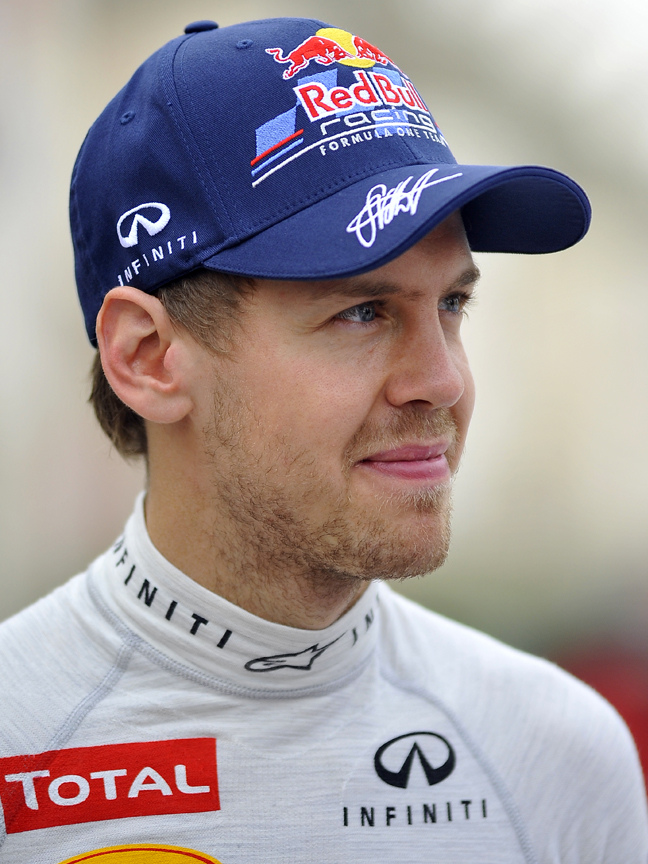
Weltmeister Sebastian Vettel

Die Formel-1-Weltmeisterschaft 2012 war die 63. Saison der Formel-1-Weltmeisterschaft. Sie umfasste erstmals 20 Rennen und wurde vom 18. März bis zum 25. November ausgetragen. Sebastian Vettel verteidigte in dieser Saison seinen Weltmeistertitel und wurde jüngster dreifacher Weltmeister. Ebenfalls gelang es seinem Rennstall Red Bull-Renault mit Mark Webber als zweitem Fahrer, vorzeitig den Konstrukteurstitel zu verteidigen.
Mit Fernando Alonso, Jenson Button, Lewis Hamilton, Kimi Räikkönen, Michael Schumacher und Sebastian Vettel nahmen sechs Fahrer an der Weltmeisterschaft 2012 teil, welche die WM bereits jeweils mindestens einmal gewonnen, insgesamt bereits 14 Titel errungen und außerdem alle Weltmeisterschaften seit der Saison 2000 gewonnen hatten.

## Änderungen 2012

### Rennstrecken
Nach der ersten Version des Rennkalenders, die am 3. Juni 2011 veröffentlicht wurde, waren für 2012 erstmals 21 Rennen geplant. Bei einem Treffen der FOTA wurden am 28. Juli 2011 Änderungen beschlossen und ein Rennkalender mit 20 Rennen präsentiert. Der Große Preis der Türkei wurde bei diesem Entwurf gestrichen und einige Termine änderten sich. Der Rennkalender wurde am 31. August 2011 von der FIA bestätigt.
Die Formel 1 kehrte in die Vereinigten Staaten zurück. Der Große Preis der USA fand erstmals auf der neuen Rennstrecke Circuit of The Americas in Austin, Texas statt. Der letzte Große Preis der USA bis dahin wurde 2007 auf dem Indianapolis Motor Speedway ausgetragen. Das bisher einzige Formel-1-Rennen in Texas fand 1984 auf dem Dallas Fair Park Grand Prix Circuit statt.
Der Große Preis von Deutschland fand 2012 nach dem Rotationsprinzip wieder auf dem Hockenheimring Baden-Württemberg statt.

### Reglement
Die optisch auffälligste Änderung in der Saison war die Absenkung der Nase von maximal 62,5 cm auf 55 cm. Da dies nur den Bereich über dem Frontflügel betraf, trugen die meisten Autos einen markanten Höcker vor der Vorderradaufhängung. Nur der McLaren MP4-27 und der Marussia MR01 kamen ohne diesen Höcker aus. Der Grund für die Änderung waren Sicherheitsbedenken, weil die aus aerodynamischen Gründen möglichst hoch angeordneten Nasen bei Kollisionen ein größeres Risiko für die Fahrer bedeuteten.
In der Saison 2011 setzten einige Teams, darunter auch Weltmeister Red Bull, auf ein Abgassystem, das die Abgase des Motors zum Heckdiffusor lenkt und so für einen höheren Anpressdruck sorgt. Das Motormanagement sorgte dafür, dass, auch wenn der Fahrer vom Gas ging, durch zusätzlich eingespritzten Kraftstoff der Anpressdruck nicht abriss. Schon während der Saison 2011 wurde über ein Verbot dieses „angeblasenen Diffusors“ diskutiert, nach Protesten der Teams aber auf den Beginn der Saison 2012 verschoben.
Fahrer durften nun auch während In- und Out-Laps nicht ohne wichtigen Grund die Strecke verlassen. In der vorherigen Saison kürzten einige Fahrer insbesondere in der Runde nach Ausfahrt aus der Box bei Tests ab, um Reifen und Kraftstoff zu sparen. Außerdem durften Fahrer, die im Rennen die Ideallinie verlassen, um ihre Position zu verteidigen, nicht auf die Ideallinie zurückkehren.
Während einer Safety-Car-Phase durften sich alle überrundeten Fahrzeuge zurückrunden, damit sie beim Neustart die schnelleren Fahrzeuge nicht behinderten.
Bisher mussten neue Fahrzeuge die FIA-Crashtests erst vor dem ersten Saisonrennen absolviert haben. Ab dieser Saison galt dies auch schon für Testfahrten. Zudem wurden die Anforderungen beim Seitenaufprall verschärft.
In den letzten Jahren waren Tests während der Saison verboten, um Kosten zu sparen. In diesem Jahr gab es vom 1. bis zum 3. Mai wieder einen dreitägigen Test in Mugello, dafür jedoch einen Test vor Saisonbeginn weniger.
Um Kosten zu sparen, wurde die maximale Betriebsdauer eines Windkanals auf 60 Stunden pro Woche begrenzt. Für CFD-Berechnungen wurde eine Obergrenze von 40 TeraFLOPS festgelegt.

### Teams
Drei Teams führten einen Wechsel des Konstrukteursnamens durch:
Das bisherige Team Lotus, das 2010 als Lotus Racing in die Formel 1 einstieg, verzichtete auf die Verwendung des Namensbestandteils Lotus und integrierte den britischen Sportwagenhersteller Caterham in den Namen. Sowohl der Rennstall als auch der Sportwagenhersteller sind in Besitz des malaysischen Geschäftsmanns Tony Fernandes. Der offizielle Teamname lautete Caterham F1 Team.
Der dadurch frei werdende Konstrukteursname Lotus wurde vom bisherigen Renault-Team übernommen. Bislang war Lotus nur Titelsponsor des als Lotus Renault GP gemeldeten Rennstalls, der im Besitz der luxemburgischen Gesellschaft Genii Capital ist. Das Renault-Team war 2001 durch die Übernahme von Benetton entstanden. Der Rennstall änderte zudem den offiziellen Teamnamen in Lotus F1 Team.
Zwei Jahre nach seiner Gründung änderte außerdem Virgin den Konstrukteursnamen in Marussia. Der russische Automobilhersteller Marussia Motors besitzt bereits Anteile an dem Team, das ursprünglich als Manor Grand Prix gemeldet worden war. Als offiziellen Namen wählte das Team Marussia F1 Racing.
Die Formel-1-Kommission hatte den Namenswechseln zugestimmt. Das heißt, dass die Rennställe ungeachtet der Namensänderung die Prämien aus der Saison 2011 behalten durften. Die FIA bestätigte die Namensänderungen.
Darüber hinaus gab es drei Änderungen bei den offiziellen Teamnamen. Mercedes integrierte die Motorsport-Tochter AMG in seinen Namen und trat als Mercedes AMG Petronas F1 Team an. Bei Force India wurde der neue Anteilseigner Sahara India Pariwar im Namen erwähnt, sodass der Rennstall als Sahara Force India F1 Team an den Start ging. Bei Williams beendete AT&T sein Engagement als Titelsponsor. Das Team trat 2012 als Williams F1 Team an.

### Fahrer
Pedro de la Rosa, der 2011 als Testfahrer bei McLaren aktiv war und als Vertretung ein Rennen für Sauber absolviert hatte, erhielt 2012 bei HRT einen Zweijahresvertrag und kehrte in ein Stammcockpit zurück.
Charles Pic, der 2011 Gesamtvierter der GP2-Serie geworden war, hat für Marussia sein Formel-1-Debüt gegeben.
Robert Kubica, der 2011 verletzungsbedingt bei Renault durch Nick Heidfeld und Bruno Senna vertreten wurde, besaß zwar einen Vertrag mit dem ab 2012 als Lotus F1 Team startenden Rennstall für die Saison 2012, Ende November 2011 gab er allerdings bekannt, dass er nicht rechtzeitig zum Saisonauftakt fit werden wird. Wenig später gab Lotus bekannt, dass Kimi Räikkönen das Cockpit für die Saison 2012 erhält. Neben Räikkönen pilotierte Romain Grosjean den zweiten Lotus. Grosjean bekam den Vorzug vor Witali Petrow, obwohl dieser einen gültigen Vertrag für die Saison 2012 besaß. Grosjean debütierte bereits 2009 in der Formel 1 und war in den folgenden zwei Jahren ohne Cockpit. In dieser Zeit wurde er Meister der Auto GP (2010), der GP2-Asia-Serie (2011) und der GP2-Serie (2011).
Bruno Senna, der 2011 nach der Entlassung Nick Heidfelds die zweite Saisonhälfte für Renault bestritten hatte, wurde für die Saison 2012 von Williams unter Vertrag genommen. Er ersetzte damit Rubens Barrichello, der bis zuletzt versucht hatte, bei Williams einen Vertrag für seine 20. Formel-1-Saison zu bekommen.
Witali Petrow, der für die Saison 2012 ursprünglich einen Vertrag bei Lotus besaß, dort aber durch Romain Grosjean ersetzt wurde, gab Mitte Februar 2012 seinen Wechsel zu Caterham bekannt. Er ersetzte dort Jarno Trulli, der ursprünglich über einen Vertrag für 2012 mit Caterham verfügte.
Die Scuderia Toro Rosso trat 2012 mit einem komplett neuen Fahrerduo an. Daniel Ricciardo und Jean-Éric Vergne ersetzten Sébastien Buemi und Jaime Alguersuari. Ricciardo und Vergne wurden schon seit einigen Jahren von Red Bull, dem Besitzer des Teams, unterstützt. Beide waren zuletzt in der Formel Renault 3.5 aktiv, in der Vergne 2011 Vizemeister und Ricciardo Fünfter wurde. Ricciardo absolvierte zudem 2011 elf Formel-1-Rennen für HRT, während Vergne bisher nur an Formel-1-Testfahrten teilgenommen hat. Beide Piloten haben in den letzten Jahren einen ähnlichen Werdegang hinter sich. Ricciardo wurde 2008 Vizemeister des Formel Renault 2.0 Eurocup, 2009 Meister der britischen Formel 3 und 2010 Vizemeister der Formel Renault 3.5. Vergne erzielte dieselben Erfolge jeweils ein Jahr nach Ricciardo.
Bei Force India kehrte Nico Hülkenberg als Einsatzpilot in die Formel 1 zurück und bestritt seine zweite Saison. Hülkenberg war 2011 Testfahrer bei dem Team und kam in einigen freien Trainings zum Einsatz. Hülkenberg ersetzte seinen Landsmann Adrian Sutil.
Sébastien Buemi, der sein Cockpit bei Toro Rosso verloren hatte, wurde Ersatzfahrer bei Red Bull Racing und dessen Schwesterteam Toro Rosso. Auch Jérôme D’Ambrosio, der 2011 Einsatzpilot bei Virgin war, übernahm 2012 die Aufgabe eines Test- und Ersatzfahrers. Er wechselte zu Lotus. D’Ambrosio wurde schon länger von Gravity, wie das Lotus-Team eine Tochterfirma von Genii, unterstützt. In seiner Funktion als Ersatzfahrer kam er beim Großen Preis von Italien zum Einsatz, da Stammpilot Grosjean gesperrt war. Vitantonio Liuzzi verlor zwar sein Stammcockpit bei HRT, blieb aber als Testfahrer bei dem Team.
Jaime Alguersuari, der sein Toro-Rosso-Cockpit verloren hatte, übernahm die Position des Testfahrers beim Reifenhersteller Pirelli.
Rubens Barrichello verließ die Formel 1 nach 19 Saisons und wechselte zu KV Racing Technology in die IndyCar Series.
Karun Chandhok, der 2011 ein Rennen für Lotus absolviert und an mehreren Trainings teilgenommen hatte, verließ die Formel 1 und startete 2012 für JRM Racing in der FIA-Langstrecken-Weltmeisterschaft (WEC). Nick Heidfeld, der die Saison 2011 mit dem Renault-Team begonnen und während der Saison sein Einsatzcockpit verloren hatte, wechselte ebenfalls in die WEC. Er startete dort für Rebellion Racing.
Nach dem zweiten Grand Prix waren Adrian Sutil (ehemals Force India) und Jarno Trulli (ehemals Lotus) als einzige Piloten der Vorsaison noch ohne einen Vertrag.

## Teams und Fahrer
In der Übersicht werden alle Fahrer aufgeführt, die für die Saison 2012 einen Vertrag mit dem Rennstall als Stamm- oder Testfahrer abgeschlossen haben oder an einer offiziellen Testfahrt oder Grand-Prix-Training teilgenommen haben.
| Bild              | Team                          | Chassis           | Motor                | Reifen | Nr. | Stammfahrer        | Rennen      | Test-/ Ersatzfahrer                                                                                        |
| ----------------- | ----------------------------- | ----------------- | -------------------- | ------ | --- | ------------------ | ----------- | --- |
| Red Bull RB8      | Red Bull Racing               | Red Bull RB8      | Renault 2.4 V8       | P      | 01  | Sebastian Vettel   | 1–20        | Sébastien Buemi António Félix da Costa Robin Frijns                                                        |
| Red Bull RB8      | Red Bull Racing               | Red Bull RB8      | Renault 2.4 V8       | P      | 02  | Mark Webber        | 1–20        | Sébastien Buemi António Félix da Costa Robin Frijns                                                        |
| McLaren MP4-27    | Vodafone McLaren Mercedes     | McLaren MP4-27    | Mercedes-Benz 2.4 V8 | P      | 03  | Jenson Button      | 1–20        | Kevin Magnussen Gary Paffett Oliver Turvey                                                                 |
| McLaren MP4-27    | Vodafone McLaren Mercedes     | McLaren MP4-27    | Mercedes-Benz 2.4 V8 | P      | 04  | Lewis Hamilton     | 1–20        | Kevin Magnussen Gary Paffett Oliver Turvey                                                                 |
| Ferrari F2012     | Scuderia Ferrari              | Ferrari F2012     | Ferrari 2.4 V8       | P      | 05  | Fernando Alonso    | 1–20        | Olivier Beretta Andrea Bertolini Jules Bianchi Gianmaria Bruni Giancarlo Fisichella Marc Gené Davide Rigon |
| Ferrari F2012     | Scuderia Ferrari              | Ferrari F2012     | Ferrari 2.4 V8       | P      | 06  | Felipe Massa       | 1–20        | Olivier Beretta Andrea Bertolini Jules Bianchi Gianmaria Bruni Giancarlo Fisichella Marc Gené Davide Rigon |
| Mercedes F1 W03   | Mercedes AMG Petronas F1 Team | Mercedes F1 W03   | Mercedes-Benz 2.4 V8 | P      | 07  | Michael Schumacher | 1–20        | Sam Bird Brendon Hartley                                                                                   |
| Mercedes F1 W03   | Mercedes AMG Petronas F1 Team | Mercedes F1 W03   | Mercedes-Benz 2.4 V8 | P      | 08  | Nico Rosberg       | 1–20        | Sam Bird Brendon Hartley                                                                                   |
| Lotus E20         | Lotus F1 Team                 | Lotus E20         | Renault 2.4 V8       | P      | 09  | Kimi Räikkönen     | 1–20        | Jérôme D’Ambrosio Edoardo Mortara Nicolas Prost Davide Valsecchi                                           |
| Lotus E20         | Lotus F1 Team                 | Lotus E20         | Renault 2.4 V8       | P      | 10  | Romain Grosjean    | 1–12, 14–20 | Jérôme D’Ambrosio Edoardo Mortara Nicolas Prost Davide Valsecchi                                           |
| Lotus E20         | Lotus F1 Team                 | Lotus E20         | Renault 2.4 V8       | P      | 10  | Jérôme D’Ambrosio  | 13          | Jérôme D’Ambrosio Edoardo Mortara Nicolas Prost Davide Valsecchi                                           |
| Force India VJM05 | Sahara Force India F1 Team    | Force India VJM05 | Mercedes-Benz 2.4 V8 | P      | 11  | Paul di Resta      | 1–20        | Jules Bianchi Conor Daly Rodolfo González Gary Paffett Luiz Razia                                          |
| Force India VJM05 | Sahara Force India F1 Team    | Force India VJM05 | Mercedes-Benz 2.4 V8 | P      | 12  | Nico Hülkenberg    | 1–20        | Jules Bianchi Conor Daly Rodolfo González Gary Paffett Luiz Razia                                          |
| Sauber C31        | Sauber F1 Team                | Sauber C31        | Ferrari 2.4 V8       | P      | 14  | Kamui Kobayashi    | 1–20        | Robin Frijns Esteban Gutiérrez                                                                             |
| Sauber C31        | Sauber F1 Team                | Sauber C31        | Ferrari 2.4 V8       | P      | 15  | Sergio Pérez       | 1–20        | Robin Frijns Esteban Gutiérrez                                                                             |
| Toro Rosso STR7   | Scuderia Toro Rosso           | Toro Rosso STR7   | Ferrari 2.4 V8       | P      | 16  | Daniel Ricciardo   | 1–20        | Sébastien Buemi Johnny Cecotto jr. Luiz Razia                                                              |
| Toro Rosso STR7   | Scuderia Toro Rosso           | Toro Rosso STR7   | Ferrari 2.4 V8       | P      | 17  | Jean-Éric Vergne   | 1–20        | Sébastien Buemi Johnny Cecotto jr. Luiz Razia                                                              |
| Williams FW34     | Williams F1 Team              | Williams FW34     | Renault 2.4 V8       | P      | 18  | Pastor Maldonado   | 1–20        | Valtteri Bottas Susie Wolff                                                                                |
| Williams FW34     | Williams F1 Team              | Williams FW34     | Renault 2.4 V8       | P      | 19  | Bruno Senna        | 1–20        | Valtteri Bottas Susie Wolff                                                                                |
| Caterham CT01     | Caterham F1 Team              | Caterham CT01     | Renault 2.4 V8       | P      | 20  | Heikki Kovalainen  | 1–20        | Giedo van der Garde Rodolfo González Alexander Rossi                                                       |
| Caterham CT01     | Caterham F1 Team              | Caterham CT01     | Renault 2.4 V8       | P      | 21  | Witali Petrow      | 1–20        | Giedo van der Garde Rodolfo González Alexander Rossi                                                       |
| HRT F112          | HRT F1 Team                   | HRT F112          | Cosworth 2.4 V8      | P      | 22  | Pedro de la Rosa   | 1–20        | Dani Clos Vitantonio Liuzzi Qinghua Ma                                                                     |
| HRT F112          | HRT F1 Team                   | HRT F112          | Cosworth 2.4 V8      | P      | 23  | Narain Karthikeyan | 1–20        | Dani Clos Vitantonio Liuzzi Qinghua Ma                                                                     |
| Marussia MR01     | Marussia F1 Team              | Marussia MR01     | Cosworth 2.4 V8      | P      | 24  | Timo Glock         | 1–20        | Max Chilton Rio Haryanto María de Villota                                                                  |
| Marussia MR01     | Marussia F1 Team              | Marussia MR01     | Cosworth 2.4 V8      | P      | 25  | Charles Pic        | 1–20        | Max Chilton Rio Haryanto María de Villota                                                                  |

Anmerkungen
1. 1 2 3 4 5 6 7 8 9 10 11 12 13 14 15 16 17 18 19 20 21 22 23 24 25  Dieser Fahrer nahm an den als Young Driver Days bezeichneten Testtagen für diesen Rennstall teil.
2. 1 2 3 4 5 6 7 8  Dieser Fahrer wurde von dem Rennstall in mindestens einem freien Training am Freitag eingesetzt.
3. ↑  Gary Paffett wurde für den Großen Preis von Australien als Ersatzfahrer bei Force India nominiert, da Jules Bianchi aufgrund seines Engagements in der Formel Renault 3.5 nicht vor Ort war.

## Saisonvorbereitung

### 7.–10. Februar: Jerez
Die erste Testwoche fand vom 7. bis zum 10. Februar auf dem Circuito de Jerez in Spanien statt. Mit dem Caterham CT01, dem Ferrari F2012, dem Force India VJM05, dem Lotus E20, dem McLaren MP4-27, dem Red Bull RB8, dem Sauber C31, dem Toro Rosso STR7 und dem Williams FW34 gaben neun Boliden ihr Streckendebüt. Mercedes und HRT waren mit ihrem Chassis aus der Saison 2011 vor Ort und nahmen nur an drei (Mercedes) bzw. zwei (HRT) Testtagen teil. Marussia verzichtete auf die Teilnahme an dieser Testwoche. Die Teams setzten erstmals die Pirelli-Reifenmischungen für die Saison 2012 ein.
Beim Testauftakt am 7. Februar erzielte Lotus-Pilot Kimi Räikkönen die Bestzeit (1:19,670 Minuten) vor Paul di Resta im Force India und Nico Rosberg im Vorjahres-Mercedes. Am zweiten Testtag übernahm Michael Schumacher im Vorjahres-Mercedes mit einer Zeit von 1:18,561 Minuten die Spitzenposition. Zweiter und schnellster Pilot in einem neuen Rennwagen war Red-Bull-Pilot Mark Webber (1:19,184 Minuten) vor Daniel Ricciardo im Toro Rosso. Beim dritten Testtag lag mit Nico Rosberg (1:17,613 Minuten) erneut ein Pilot im Vorjahres-Mercedes vorne. Bester Pilot in einem 2012er-Modell war Romain Grosjean im Lotus mit einer Bestzeit von 1:18,419 Minuten. Dritter wurde Sebastian Vettel im Red Bull. Am vierten und letzten Tag der ersten Testwoche fuhr Fernando Alonso mit einer Zeit von 1:18,877 Minuten an die Spitze des Klassements. Auf den Plätzen zwei und drei folgten Jean-Éric Vergne im Toro Rosso und Sebastian Vettel im Red Bull. Die Wochenbestzeit eines 2012er-Fahrzeuges in der ersten Woche erzielte somit Romain Grosjean im Lotus.

### 21.–24. Februar: Barcelona
Die zweite Testwoche fand vom 21. bis zum 24. Februar auf dem Circuit de Catalunya in Spanien statt. Neben den neuen Fahrzeugen, die bereits in der ersten Testwoche eingesetzt wurden, kam der Mercedes F1 W03 erstmals zum Einsatz. Darüber hinaus stieg Marussia in die Testfahrten ein. Allerdings noch mit dem Vorjahresmodell. HRT verzichtete auf die Teilnahme.
Am ersten Testtag erzielte Sebastian Vettel im Red Bull mit einer Zeit von 1:23,265 Minuten die schnellste Runde vor Nico Hülkenberg im Force India und Lewis Hamilton im McLaren. Für Lotus war der Testtag vorzeitig beendet, da nach wenigen Runden ein Riss im erstmals eingesetzten Chassis (E20-02) festgestellt wurde. Die restliche Testwoche sollte ursprünglich mit dem anderen Chassis (E20-01), das in der ersten Testwoche verwendet wurde, fortgesetzt werden. Allerdings stellte das Team darauf bei Untersuchungen in der Fabrik im britischen Enstone fest, dass die Probleme auf einen Produktionsfehler zurückzuführen waren und beide Chassis überarbeitet werden müssen. Lotus sagte die weiteren Testfahrten in dieser Woche daraufhin ab. Am zweiten Testtag war Hülkenberg mit einer Zeit von 1:22,608 Minuten schnellster Pilot vor Sergio Pérez im Sauber. Beide Piloten erzielten ihre Zeit mit der Reifenmischung supersoft. Dritter wurde Vettel. Am dritten Testtag erzielte Pastor Maldonado im Williams mit 1:22,391 Minuten die schnellste Zeit mit fast einer Sekunde Vorsprung vor Michael Schumacher im Mercedes und Kamui Kobayashi im Sauber. Am vierten Testtag übernahm Kobayashi im Sauber mit einer Zeit von 1:22,312 Minuten die Tages- und Wochenbestzeit. Zweiter wurde Maldonado im Williams, Dritter Paul di Resta im Force India.

### 1.–4. März: Barcelona
Auch die dritte und letzte Testwoche vor der Saison fand in Barcelona statt. Bis auf Marussia und HRT nahmen alle Teams an dem Test teil. Marussias neues Chassis hatte den zur Teilnahme obligatorischen Crashtest nicht bestanden. HRT war zwar mit dem Motorhome vor Ort, jedoch war das Fahrzeug noch nicht einsatzbereit.
Lotus, das den letzten Test wegen eines Chassis-Problems abbrechen mussten, war wieder vor Ort und erzielte mit Romain Grosjean (1:23,252 Minuten) die schnellste Zeit. Jenson Button (McLaren) und Sergio Pérez (Sauber) belegten die Plätze zwei und drei. Am zweiten Testtag behielt Grosjean die Führung und verbesserte die Wochenbestzeit auf 1:22,614 Minuten. Zweiter wurde sein Landsmann Jean-Éric Vergne (Toro Rosso), Dritter Sebastian Vettel (Red Bull). Am dritten Testtag erzielte Pérez die Bestzeit mit 1:22,094 Minuten vor Button und Daniel Ricciardo (Toro Rosso). Am letzten Testtag erzielte Kimi Räikkönen im Lotus mit 1:22,030 Minuten die Bestzeit. Es war die bisher schnellste Rundenzeit eines 2012er-Autos in Barcelona. Zweiter wurde Fernando Alonso (Ferrari), Dritter Bruno Senna (Williams).
In dieser Testwoche brachten einige Teams noch größere Updates ihrer Fahrzeuge.

## Rennkalender
Am 31. August 2011 wurde der Rennkalender von der FIA bestätigt.
| Nr. | Datum         | Grand Prix (Strecke)         | Distanz (km) | Sieger                              | Zweiter                             | Dritter                             | Pole- Position                      | Schnellste Rennrunde                   | Gesamtführender Fahrer              | Gesamtführender Konstrukteur |
| --- | ------------- | ---------------------------- | ------------ | ----------------------------------- | ----------------------------------- | ----------------------------------- | ----------------------------------- | -------------------------------------- | ----------------------------------- | ---------------------------- |
| 01  | 18. März      | Australien (Melbourne)       | 307,574      | Jenson Button (McLaren-Mercedes)    | Sebastian Vettel (Red Bull-Renault) | Lewis Hamilton (McLaren-Mercedes)   | Lewis Hamilton (McLaren-Mercedes)   | Jenson Button (McLaren-Mercedes)       | Jenson Button (McLaren-Mercedes)    | McLaren-Mercedes             |
| 02  | 25. März      | Malaysia (Sepang)            | 310,408      | Fernando Alonso (Ferrari)           | Sergio Pérez (Sauber-Ferrari)       | Lewis Hamilton (McLaren-Mercedes)   | Lewis Hamilton (McLaren-Mercedes)   | Kimi Räikkönen (Lotus-Renault)         | Fernando Alonso (Ferrari)           | McLaren-Mercedes             |
| 03  | 15. April     | China (Shanghai)             | 305,066      | Nico Rosberg (Mercedes)             | Jenson Button (McLaren-Mercedes)    | Lewis Hamilton (McLaren-Mercedes)   | Nico Rosberg (Mercedes)             | Kamui Kobayashi (Sauber-Ferrari)       | Lewis Hamilton (McLaren-Mercedes)   | McLaren-Mercedes             |
| 04  | 22. April     | Bahrain (as-Sachir)          | 308,238      | Sebastian Vettel (Red Bull-Renault) | Kimi Räikkönen (Lotus-Renault)      | Romain Grosjean (Lotus-Renault)     | Sebastian Vettel (Red Bull-Renault) | Sebastian Vettel (Red Bull-Renault)    | Sebastian Vettel (Red Bull-Renault) | Red Bull-Renault             |
| 05  | 13. Mai       | Spanien (Montmeló)           | 307,104      | Pastor Maldonado (Williams-Renault) | Fernando Alonso (Ferrari)           | Kimi Räikkönen (Lotus-Renault)      | Pastor Maldonado (Williams-Renault) | Romain Grosjean (Lotus-Renault)        | Sebastian Vettel (Red Bull-Renault) | Red Bull-Renault             |
| 06  | 27. Mai       | Monaco (Monte Carlo)         | 260,520      | Mark Webber (Red Bull-Renault)      | Nico Rosberg (Mercedes)             | Fernando Alonso (Ferrari)           | Mark Webber 1 (Red Bull-Renault)    | Sergio Pérez (Sauber-Ferrari)          | Fernando Alonso (Ferrari)           | Red Bull-Renault             |
| 07  | 10. Juni      | Kanada (Montréal)            | 305,270      | Lewis Hamilton (McLaren-Mercedes)   | Romain Grosjean (Lotus-Renault)     | Sergio Pérez (Sauber-Ferrari)       | Sebastian Vettel (Red Bull-Renault) | Sebastian Vettel (Red Bull-Renault)    | Lewis Hamilton (McLaren-Mercedes)   | Red Bull-Renault             |
| 08  | 24. Juni      | Europa (Valencia)            | 308,883      | Fernando Alonso (Ferrari)           | Kimi Räikkönen (Lotus-Renault)      | Michael Schumacher (Mercedes)       | Sebastian Vettel (Red Bull-Renault) | Nico Rosberg (Mercedes)                | Fernando Alonso (Ferrari)           | Red Bull-Renault             |
| 09  | 8. Juli       | Großbritannien (Silverstone) | 306,198      | Mark Webber (Red Bull-Renault)      | Fernando Alonso (Ferrari)           | Sebastian Vettel (Red Bull-Renault) | Fernando Alonso (Ferrari)           | Kimi Räikkönen (Lotus-Renault)         | Fernando Alonso (Ferrari)           | Red Bull-Renault             |
| 10  | 22. Juli      | Deutschland (Hockenheim)     | 306,458      | Fernando Alonso (Ferrari)           | Jenson Button (McLaren-Mercedes)    | Kimi Räikkönen (Lotus-Renault)      | Fernando Alonso (Ferrari)           | Michael Schumacher (Mercedes)          | Fernando Alonso (Ferrari)           | Red Bull-Renault             |
| 11  | 29. Juli      | Ungarn (Mogyoród)            | 302,249      | Lewis Hamilton (McLaren-Mercedes)   | Kimi Räikkönen (Lotus-Renault)      | Romain Grosjean (Lotus-Renault)     | Lewis Hamilton (McLaren-Mercedes)   | Sebastian Vettel (Red Bull-Renault)    | Fernando Alonso (Ferrari)           | Red Bull-Renault             |
| 12  | 2. September  | Belgien (Spa-Francorchamps)  | 308,052      | Jenson Button (McLaren-Mercedes)    | Sebastian Vettel (Red Bull-Renault) | Kimi Räikkönen (Lotus-Renault)      | Jenson Button (McLaren-Mercedes)    | Bruno Senna (Williams-Renault)         | Fernando Alonso (Ferrari)           | Red Bull-Renault             |
| 13  | 9. September  | Italien (Monza)              | 306,720      | Lewis Hamilton (McLaren-Mercedes)   | Sergio Pérez (Sauber-Ferrari)       | Fernando Alonso (Ferrari)           | Lewis Hamilton (McLaren-Mercedes)   | Nico Rosberg (Mercedes)                | Fernando Alonso (Ferrari)           | Red Bull-Renault             |
| 14  | 23. September | Singapur (Singapur)          | 309,316      | Sebastian Vettel (Red Bull-Renault) | Jenson Button (McLaren-Mercedes)    | Fernando Alonso (Ferrari)           | Lewis Hamilton (McLaren-Mercedes)   | Nico Hülkenberg (Force India-Mercedes) | Fernando Alonso (Ferrari)           | Red Bull-Renault             |
| 15  | 7. Oktober    | Japan (Suzuka)               | 307,471      | Sebastian Vettel (Red Bull-Renault) | Felipe Massa (Ferrari)              | Kamui Kobayashi (Sauber-Ferrari)    | Sebastian Vettel (Red Bull-Renault) | Sebastian Vettel (Red Bull-Renault)    | Fernando Alonso (Ferrari)           | Red Bull-Renault             |
| 16  | 14. Oktober   | Korea (Yeongam)              | 308,630      | Sebastian Vettel (Red Bull-Renault) | Mark Webber (Red Bull-Renault)      | Fernando Alonso (Ferrari)           | Mark Webber (Red Bull-Renault)      | Mark Webber (Red Bull-Renault)         | Sebastian Vettel (Red Bull-Renault) | Red Bull-Renault             |
| 17  | 28. Oktober   | Indien (Greater Noida)       | 307,249      | Sebastian Vettel (Red Bull-Renault) | Fernando Alonso (Ferrari)           | Mark Webber (Red Bull-Renault)      | Sebastian Vettel (Red Bull-Renault) | Jenson Button (McLaren-Mercedes)       | Sebastian Vettel (Red Bull-Renault) | Red Bull-Renault             |
| 18  | 4. November   | Abu Dhabi (Yas-Insel)        | 305,355      | Kimi Räikkönen (Lotus-Renault)      | Fernando Alonso (Ferrari)           | Sebastian Vettel (Red Bull-Renault) | Lewis Hamilton (McLaren-Mercedes)   | Sebastian Vettel (Red Bull-Renault)    | Sebastian Vettel (Red Bull-Renault) | Red Bull-Renault             |
| 19  | 18. November  | USA (Austin)                 | 308,896      | Lewis Hamilton (McLaren-Mercedes)   | Sebastian Vettel (Red Bull-Renault) | Fernando Alonso (Ferrari)           | Sebastian Vettel (Red Bull-Renault) | Sebastian Vettel (Red Bull-Renault)    | Sebastian Vettel (Red Bull-Renault) | Red Bull-Renault             |
| 20  | 25. November  | Brasilien (Interlagos)       | 305,909      | Jenson Button (McLaren-Mercedes)    | Fernando Alonso (Ferrari)           | Felipe Massa (Ferrari)              | Lewis Hamilton (McLaren-Mercedes)   | Lewis Hamilton (McLaren-Mercedes)      | Sebastian Vettel (Red Bull-Renault) | Red Bull-Renault             |

1 Michael Schumacher erzielte im Qualifying die schnellste Runde. Da er jedoch für das Verursachen einer Kollision im letzten Rennen eine Startplatzstrafe von fünf Positionen erhalten hatte, ging die Pole-Position an Mark Webber, der die zweitschnellste Zeit erzielt hatte.

## Rennberichte

### Großer Preis von Australien
| Platz | Fahrer           | Team             | Zeit        |
| ----- | ---------------- | ---------------- | ----------- |
| 1     | Jenson Button    | McLaren-Mercedes | 1:34:09,565 |
| 2     | Sebastian Vettel | Red Bull-Renault | + 2,139     |
| 3     | Lewis Hamilton   | McLaren-Mercedes | + 4,075     |
| PP    | Lewis Hamilton   | McLaren-Mercedes | 1:24,922    |
| SR    | Jenson Button    | McLaren-Mercedes | 1:29,187    |

Der Große Preis von Australien auf dem Albert Park Circuit fand am 18. März 2012 statt und ging über eine Distanz von 58 Runden à 5,303 km, was einer Gesamtdistanz von 307,574 km entspricht.
Jenson Button gewann das Rennen vor Sebastian Vettel und Lewis Hamilton. Button übernahm bereits beim Start die Führung von Hamilton und gab diese nur kurzzeitig bei Boxenstopps ab.
In der letzten Runde gab es einige Duelle, Überholmanöver und Berührungen, die das Klassement ab dem sechsten Platz noch einmal deutlich veränderten.
Daniel Ricciardo erzielte mit einem neunten Platz seine ersten Weltmeisterschaftspunkte bei diesem Grand Prix.

### Großer Preis von Malaysia
| Platz | Fahrer          | Team             | Zeit        |
| ----- | --------------- | ---------------- | ----------- |
| 1     | Fernando Alonso | Ferrari          | 2:44:51,812 |
| 2     | Sergio Pérez    | Sauber-Ferrari   | + 2,263     |
| 3     | Lewis Hamilton  | McLaren-Mercedes | + 14,591    |
| PP    | Lewis Hamilton  | McLaren-Mercedes | 1:36,219    |
| SR    | Kimi Räikkönen  | Lotus-Renault    | 1:40,722    |

Der Große Preis von Malaysia auf dem Sepang International Circuit fand am 25. März 2012 statt und ging über eine Distanz von 56 Runden à 5,543 km, was einer Gesamtdistanz von 310,408 km entspricht.
Fernando Alonso gewann das Rennen vor Sergio Pérez und Lewis Hamilton. Das Rennen wurde durch den Regen geprägt, welcher kurz vor dem Start anfing und zu einer Unterbrechung des Rennens in der neunten Runde führte.
Es war die erste Podest-Platzierung von Pérez. Darüber hinaus erzielte Jean-Éric Vergne zum ersten Mal in seiner Formel-1-Karriere Punkte.

### Großer Preis von China
| Platz | Fahrer          | Team             | Zeit        |
| ----- | --------------- | ---------------- | ----------- |
| 1     | Nico Rosberg    | Mercedes         | 1:36:26,929 |
| 2     | Jenson Button   | McLaren-Mercedes | + 20,626    |
| 3     | Lewis Hamilton  | McLaren-Mercedes | + 26,012    |
| PP    | Nico Rosberg    | Mercedes         | 1:35,121    |
| SR    | Kamui Kobayashi | Sauber-Ferrari   | 1:39,960    |

Der Große Preis von China auf dem Shanghai International Circuit fand am 15. April 2012 statt und ging über eine Distanz von 56 Runden à 5,451 km, was einer Gesamtdistanz von 305,066 km entspricht.
Im Qualifying erzielte Nico Rosberg als 96. Fahrer seine erste Pole-Position in der Formel-1-Weltmeisterschaft. Im Rennen folgte sein erster Formel-1-Sieg vor Jenson Button und Lewis Hamilton. Es war der erste Formel-1-Sieg für Mercedes als Konstrukteur seit dem Großen Preis von Italien 1955. Mercedes trat zwischen 1955 und 2010 nicht als Konstrukteur in der Formel 1 an, sondern war nur als Motorenhersteller aktiv.

### Großer Preis von Bahrain
| Platz | Fahrer           | Team             | Zeit        |
| ----- | ---------------- | ---------------- | ----------- |
| 1     | Sebastian Vettel | Red Bull-Renault | 1:35:10,990 |
| 2     | Kimi Räikkönen   | Lotus-Renault    | + 3,333     |
| 3     | Romain Grosjean  | Lotus-Renault    | + 10,194    |
| PP    | Sebastian Vettel | Red Bull-Renault | 1:32,422    |
| SR    | Sebastian Vettel | Red Bull-Renault | 1:36,379    |

Der Große Preis von Bahrain auf dem Bahrain International Circuit fand am 22. April 2012 statt und ging über eine Distanz von 57 Runden à 5,412 km, was einer Gesamtdistanz von 308,238 km entspricht.
Sebastian Vettel gewann das Rennen vor Kimi Räikkönen und Romain Grosjean. Es war Vettels erster Saisonsieg und die erste Podest-Platzierung für Grosjean überhaupt.
Vettel behielt die Führung beim Start und behielt diese abgesehen von den Boxenstopps durchgängig.

### Großer Preis von Spanien
| Platz | Fahrer           | Team             | Zeit        |
| ----- | ---------------- | ---------------- | ----------- |
| 1     | Pastor Maldonado | Williams-Renault | 1:39:09,145 |
| 2     | Fernando Alonso  | Ferrari          | + 3,195     |
| 3     | Kimi Räikkönen   | Lotus-Renault    | + 3,884     |
| PP    | Pastor Maldonado | Williams-Renault | 1:22,285    |
| SR    | Romain Grosjean  | Lotus-Renault    | 1:26,250    |

Der Große Preis von Spanien auf dem Circuit de Catalunya fand am 13. Mai 2012 statt und ging über eine Distanz von 66 Runden à 4,655 km, was einer Gesamtdistanz von 307,104 km entspricht.
Im Qualifying wurde Lewis Hamilton, der die schnellste Runde fuhr, aus der Wertung genommen, da er am Ende des Qualifyings weniger als den geforderten Liter Benzin im Tank hatte. Er nahm das Rennen vom letzten Platz in Angriff.
Pastor Maldonado gewann das Rennen von der Pole-Position startend vor Fernando Alonso und Kimi Räikkönen. Es war Maldonados erster Sieg und seine erste Pole-Position und auch jeweils der erste Sieg und die erste Pole-Position eines Venezolaners.
Beim Start verlor Maldonado die Führung an Alonso. Beim zweiten Boxenstopp ging Maldonado vor Alonso in Führung.
Nach dem Rennen brach in der Box des Williams-Teams ein Feuer aus, bei dem 31 Personen verletzt wurden.

### Großer Preis von Monaco
| Platz | Fahrer          | Team             | Zeit        |
| ----- | --------------- | ---------------- | ----------- |
| 1     | Mark Webber     | Red Bull-Renault | 1:46:06,557 |
| 2     | Nico Rosberg    | Mercedes         | + 0,643     |
| 3     | Fernando Alonso | Ferrari          | + 0,947     |
| PP    | Mark Webber     | Red Bull-Renault | 1:14,381    |
| SR    | Sergio Pérez    | Sauber-Ferrari   | 1:17,296    |

Der Große Preis von Monaco auf dem Circuit de Monaco fand am 27. Mai 2012 statt und ging über eine Distanz von 78 Runden à 3,340 km, was einer Gesamtdistanz von 260,520 km entspricht.
Im Qualifying erzielte Michael Schumacher erstmals nach seiner Formel-1-Rückkehr die schnellste Runde. Da er wegen des Verursachens einer Kollision aus dem letzten Rennen jedoch mit einer Startplatzstrafe belegt war, startete Mark Webber von der Pole-Position.
Webber gewann das Rennen schließlich vor Nico Rosberg und Fernando Alonso. Webber behauptete die Führung beim Start und behielt sie, abgesehen von den Boxenstopps, durchgängig. Die ersten sechs Piloten lagen über weite Teile des Rennens eng beieinander und kamen schließlich innerhalb von 6,2 Sekunden ins Ziel.
Mit Webber gewann der sechste Fahrer im sechsten Rennen der Saison.

### Großer Preis von Kanada
| Platz | Fahrer           | Team             | Zeit        |
| ----- | ---------------- | ---------------- | ----------- |
| 1     | Lewis Hamilton   | McLaren-Mercedes | 1:32:29,586 |
| 2     | Romain Grosjean  | Lotus-Renault    | + 2,513     |
| 3     | Sergio Pérez     | Sauber-Ferrari   | + 5,260     |
| PP    | Sebastian Vettel | Red Bull-Renault | 1:13,784    |
| SR    | Sebastian Vettel | Red Bull-Renault | 1:15,752    |

Der Große Preis von Kanada auf dem Circuit Gilles-Villeneuve fand am 10. Juni 2012 statt und ging über eine Distanz von 70 Runden à 4,361 km, was einer Gesamtdistanz von 305,270 km entspricht.
Lewis Hamilton gewann das Rennen vor Romain Grosjean und Sergio Pérez.
Hamilton belegte zunächst den zweiten Platz hinter Sebastian Vettel. Beim ersten Boxenstopp gingen sowohl Hamilton, als auch Fernando Alonso an Vettel vorbei. Hamilton führte das Rennen bis zu seinem zweiten Boxenstopp an. Zu diesem Zeitpunkt übernahm dann Alonso die Führung vor Vettel. Beide Piloten gingen zunächst nicht an die Box und ihre Reifen bauten ab. Hamilton schloss auf die beiden auf und ging an ihnen vorbei. Vettel legte einen weiteren Stopp ein und wurde Vierter, Alonso blieb auf der Strecke und kam als Fünfter ins Ziel.
Mit Hamilton gewann der siebte Fahrer im siebten Rennen der Saison. Dies geschah bisher noch in keiner Formel-1-Saison.

### Großer Preis von Europa
| Platz | Fahrer             | Team             | Zeit        |
| ----- | ------------------ | ---------------- | ----------- |
| 1     | Fernando Alonso    | Ferrari          | 1:44:16,649 |
| 2     | Kimi Räikkönen     | Lotus-Renault    | + 6,421     |
| 3     | Michael Schumacher | Mercedes         | + 12,639    |
| PP    | Sebastian Vettel   | Red Bull-Renault | 1:38,086    |
| SR    | Nico Rosberg       | Mercedes         | 1:42,163    |

Der Große Preis von Europa auf dem Valencia Street Circuit fand am 24. Juni 2012 statt und ging über eine Distanz von 57 Runden à 5,419 km, was einer Gesamtdistanz von 308,883 km entspricht.
Fernando Alonso gewann das Rennen vor Kimi Räikkönen und Michael Schumacher. Es war Schumachers einzige Podest-Platzierung für Mercedes. Alonso wurde zum ersten Piloten, der 2012 ein zweites Formel-1-Rennen gewann.
Beim Start behielt Sebastian Vettel die Führung. Zunächst lag Lewis Hamilton auf dem zweiten Platz, bis Romain Grosjean an ihm vorbeiging. Vettel setzte sich vom restlichen Feld ab. Eine Safety-Car-Phase brachte das Feld wieder näher zusammen und Alonso an Hamilton vorbei auf den dritten Platz. Nachdem Alonso beim Restart an Grosjean vorbeigefahren war, fiel Vettel wenig später mit technischen Problemen aus. Auch Grosjean verzeichnete einen Ausfall.
In der Schlussphase kam es zu Duellen um die Plätze hinter Alonso. Zunächst übernahm Räikkönen den zweiten Platz. Dann gab es in der zweitletzten Runde ein Duell zwischen Hamilton und Maldonado, bei der sich beide berührten und Hamilton ausfiel. Schumacher übernahm schließlich den dritten Platz.

### Großer Preis von Großbritannien
| Platz | Fahrer           | Team             | Zeit        |
| ----- | ---------------- | ---------------- | ----------- |
| 1     | Mark Webber      | Red Bull-Renault | 1:25:11,288 |
| 2     | Fernando Alonso  | Ferrari          | + 3,060     |
| 3     | Sebastian Vettel | Red Bull-Renault | + 4,836     |
| PP    | Fernando Alonso  | Ferrari          | 1:51,746    |
| SR    | Kimi Räikkönen   | Lotus-Renault    | 1:34,661    |

Der Große Preis von Großbritannien auf dem Silverstone Circuit fand am 8. Juli 2012 statt und ging über eine Distanz von 52 Runden à 5,891 km, was einer Gesamtdistanz von 306,198 km entspricht.
Mark Webber gewann das Rennen vor Fernando Alonso und Sebastian Vettel.
Alonso führte das Rennen von der Pole-Position startend die meisten Runden an. In der Schlussphase, in der er auf der weicheren Reifenmischung unterwegs war, gelang es allerdings Webber, der zu diesem Zeitpunkt die härteren Reifen benutzte, an ihm vorbei zu fahren.

### Großer Preis von Deutschland
| Platz | Fahrer             | Team             | Zeit        |
| ----- | ------------------ | ---------------- | ----------- |
| 1     | Fernando Alonso    | Ferrari          | 1:31:05,862 |
| 2     | Jenson Button      | McLaren-Mercedes | + 6,949     |
| 3     | Kimi Räikkönen     | Lotus-Renault    | + 16,409    |
| PP    | Fernando Alonso    | Ferrari          | 1:40,621    |
| SR    | Michael Schumacher | Mercedes         | 1:18,725    |

Der Große Preis von Deutschland auf dem Hockenheimring Baden-Württemberg fand am 22. Juli 2012 statt und ging über eine Distanz von 67 Runden à 4,574 km, was einer Gesamtdistanz von 306,458 km entspricht.
Fernando Alonso gewann das Rennen vor Jenson Button und Kimi Räikkönen.
Alonso behauptete die Führung beim Start und behielt diese boxenstoppbereinigt durchgängig. Sebastian Vettel lag über weite Strecken auf dem zweiten Platz, fiel aber nach dem zweiten Boxenstopp hinter Button zurück. In der Schlussphase ging er wieder an Button vorbei, indem er die Strecke verließ, und kam auf dem zweiten Platz ins Ziel. Die Rennkommissare sahen in dem Überholmanöver einen Verstoß gegen das Reglement und verhängten nachträglich eine Durchfahrtsstrafe, die in eine 20 Sekunden Zeitstrafe umgewandelt wurde. Vettel wurde somit als Fünfter gewertet.

### Großer Preis von Ungarn
| Platz | Fahrer           | Team             | Zeit        |
| ----- | ---------------- | ---------------- | ----------- |
| 1     | Lewis Hamilton   | McLaren-Mercedes | 1:41:05,503 |
| 2     | Kimi Räikkönen   | Lotus-Renault    | + 1,032     |
| 3     | Romain Grosjean  | Lotus-Renault    | + 10,518    |
| PP    | Lewis Hamilton   | McLaren-Mercedes | 1:20,953    |
| SR    | Sebastian Vettel | Red Bull-Renault | 1:24,136    |

Der Große Preis von Ungarn auf dem Hungaroring fand am 29. Juli 2012 statt und ging über eine Distanz von 69 Runden à 4,381 km, was einer Gesamtdistanz von 302,249 km entspricht.
Lewis Hamilton gewann das Rennen vor den Lotus-Piloten Kimi Räikkönen und Romain Grosjean.
Hamilton behielt die Führung beim Start und gab diese nur kurzzeitig bei den Boxenstopps ab. Nachdem zunächst Grosjean auf dem zweiten Platz gefahren war, übernahm Räikkönen diesen nach seinem zweiten Stopp mit einem Überholmanöver gegen Grosjean am Boxenausgang. Räikkönen näherte sich Hamilton anschließend auf rund eine Sekunde. Einen Überholversuch unternahm er nicht.

### Großer Preis von Belgien
| Platz | Fahrer           | Team             | Zeit        |
| ----- | ---------------- | ---------------- | ----------- |
| 1     | Jenson Button    | McLaren-Mercedes | 1:29:08,530 |
| 2     | Sebastian Vettel | Red Bull-Renault | + 13,624    |
| 3     | Kimi Räikkönen   | Lotus-Renault    | + 25,334    |
| PP    | Jenson Button    | McLaren-Mercedes | 1:47,573    |
| SR    | Bruno Senna      | Williams-Renault | 1:52,822    |

Der Große Preis von Belgien auf dem Circuit de Spa-Francorchamps fand am 2. September 2012 statt und ging über eine Distanz von 44 Runden à 7,004 km, was einer Gesamtdistanz von 308,052 km entspricht.
Jenson Button gewann das Rennen mit einem Start-Ziel-Sieg vor Sebastian Vettel und Kimi Räikkönen.
Das Rennen begann mit einer Massenkollision vor der ersten Kurve, bei der mehrere Piloten ausschieden, unter anderem der Weltmeisterschaftsführende Fernando Alonso. Romain Grosjean, der Verursacher der Kollision, wurde anschließend von den Rennkommissaren für das nächste Rennen gesperrt.
Während Button durchgängig führte, gab es im restlichen Feld mehrere Positionskämpfe und Überholmanöver.

### Großer Preis von Italien
| Platz | Fahrer          | Team             | Zeit        |
| ----- | --------------- | ---------------- | ----------- |
| 1     | Lewis Hamilton  | McLaren-Mercedes | 1:19:41,221 |
| 2     | Sergio Pérez    | Sauber-Ferrari   | + 4,356     |
| 3     | Fernando Alonso | Ferrari          | + 20,594    |
| PP    | Lewis Hamilton  | McLaren-Mercedes | 1:24,010    |
| SR    | Nico Rosberg    | Mercedes         | 1:27,239    |

Der Große Preis von Italien im Autodromo Nazionale Monza fand am 9. September 2012 statt und ging über eine Distanz von 53 Runden à 5,793 km, was einer Gesamtdistanz von 306,72 km entspricht.
Lewis Hamilton gewann das Rennen vor Sergio Pérez und Fernando Alonso.
Jérôme D’Ambrosio vertrat bei diesem Rennen Romain Grosjean, der nach dem Verursachen einer Massenkollision für ein Rennen gesperrt wurde.

### Großer Preis von Singapur
| Platz | Fahrer           | Team                 | Zeit        |
| ----- | ---------------- | -------------------- | ----------- |
| 1     | Sebastian Vettel | Red Bull-Renault     | 2:00:26,144 |
| 2     | Jenson Button    | McLaren-Mercedes     | + 8,959     |
| 3     | Fernando Alonso  | Ferrari              | + 15,227    |
| PP    | Lewis Hamilton   | McLaren-Mercedes     | 1:46,362    |
| SR    | Nico Hülkenberg  | Force India-Mercedes | 1:51,033    |

Der Große Preis von Singapur auf dem Marina Bay Street Circuit fand am 23. September 2012 statt und ging über eine Distanz von 59 Runden à 5,073 km, was einer Gesamtdistanz von 299,170 km entspricht.
Sebastian Vettel gewann das Rennen vor Jenson Button und Fernando Alonso.
Lewis Hamilton führte das Rennen zunächst an. Aufgrund eines technischen Problems fiel er in Führung liegend aus. Nach zwei Safety-Car-Phasen wurde das Rennen durch die 2-Stunden-Regel in Runde 59 beendet. Ursprünglich waren 61 Runden geplant.

### Großer Preis von Japan
| Platz | Fahrer           | Team             | Zeit        |
| ----- | ---------------- | ---------------- | ----------- |
| 1     | Sebastian Vettel | Red Bull-Renault | 1:28:56,242 |
| 2     | Felipe Massa     | Ferrari          | + 20,639    |
| 3     | Kamui Kobayashi  | Sauber-Ferrari   | + 24,538    |
| PP    | Sebastian Vettel | Red Bull-Renault | 1:30,839    |
| SR    | Sebastian Vettel | Red Bull-Renault | 1:35,774    |

Der Große Preis von Japan auf dem Suzuka International Racing Course fand am 7. Oktober 2012 statt und ging über eine Distanz von 53 Runden à 5,807 km, was einer Gesamtdistanz von 307,471 km entspricht.
Sebastian Vettel gewann das Rennen vor Felipe Massa und Kamui Kobayashi.
Vettel startete von der Pole-Position, führte das Rennen durchgängig an und erzielte die schnellste Runde. Damit gelang ihm ein Grand Slam.
Vettel reduzierte mit dem Sieg den Rückstand auf den Weltmeisterschaftsführenden Fernando Alonso, der nach einer Startkollision ausschied, auf vier Punkte.
Kobayashi erzielte die erste Podest-Platzierung seiner Formel-1-Karriere.

### Großer Preis von Korea
| Platz | Fahrer           | Team             | Zeit        |
| ----- | ---------------- | ---------------- | ----------- |
| 1     | Sebastian Vettel | Red Bull-Renault | 1:36:28,651 |
| 2     | Mark Webber      | Red Bull-Renault | + 8,231     |
| 3     | Fernando Alonso  | Ferrari          | + 13,944    |
| PP    | Mark Webber      | Red Bull-Renault | 1:37,242    |
| SR    | Mark Webber      | Red Bull-Renault | 1:42,037    |

Der Große Preis von Korea auf dem Korean International Circuit fand am 14. Oktober 2012 statt und ging über eine Distanz von 55 Runden à 5,615 km, was einer Gesamtdistanz von 308,630 km entspricht.
Sebastian Vettel gewann das Rennen vor seinem Teamkollegen Mark Webber und Fernando Alonso.
Vettel übernahm mit dem Sieg die Führung in der Fahrerweltmeisterschaft.

### Großer Preis von Indien
| Platz | Fahrer           | Team             | Zeit        |
| ----- | ---------------- | ---------------- | ----------- |
| 1     | Sebastian Vettel | Red Bull-Renault | 1:31:10,744 |
| 2     | Fernando Alonso  | Ferrari          | + 9,437     |
| 3     | Mark Webber      | Red Bull-Renault | + 13,217    |
| PP    | Sebastian Vettel | Red Bull-Renault | 1:25,283    |
| SR    | Jenson Button    | McLaren-Mercedes | 1:28,203    |

Der Große Preis von Indien auf dem Buddh International Circuit fand am 28. Oktober 2012 statt und ging über eine Distanz von 60 Runden à 5,125 km, was einer Gesamtdistanz von 307,249 km entspricht.
Sebastian Vettel gewann das Rennen vor Fernando Alonso und Mark Webber.
Vettel behauptete die Führung beim Start und behielt diese bis zum Ende des Rennens. Webber lag zunächst auf dem zweiten Platz, bis er mit KERS-Problemen hinter Alonso, der in der Startphase zwei Positionen gut gemacht hatte, zurückfiel.

### Großer Preis von Abu Dhabi
| Platz | Fahrer           | Team             | Zeit        |
| ----- | ---------------- | ---------------- | ----------- |
| 1     | Kimi Räikkönen   | Lotus-Renault    | 1:45:58,667 |
| 2     | Fernando Alonso  | Ferrari          | + 0,852     |
| 3     | Sebastian Vettel | Red Bull-Renault | + 4,163     |
| PP    | Lewis Hamilton   | McLaren-Mercedes | 1:40,630    |
| SR    | Sebastian Vettel | Red Bull-Renault | 1:43,964    |

Der Große Preis von Abu Dhabi auf dem Yas Marina Circuit fand am 4. November 2012 statt und ging über eine Distanz von 55 Runden à 5,554 km, was einer Gesamtdistanz von 305,355 km entspricht.
Im Qualifying wurde Sebastian Vettel, der die drittschnellste Runde fuhr, aus der Wertung genommen, da er gegen das Reglement verstoßen hatte. Er nahm das Rennen aus der Box in Angriff.
Kimi Räikkönen gewann das Rennen vor Fernando Alonso und Vettel. Es war Räikkönens einziger Saisonsieg.
Bis zu seinem technischbedingten Ausfall führte Lewis Hamilton das Rennen an. Dann übernahm Räikkönen die Führung und behielt diese bis zum Rennende. Vettel, der aus der Box gestartete war, zeigte einige Überholmanöver und profitierte von zwei Safety-Car-Phasen. Trotz eines Reparaturstopps wegen eines beschädigten Frontflügels fuhr er bis auf den dritten Platz vor.

### Großer Preis der USA
| Platz | Fahrer           | Team             | Zeit        |
| ----- | ---------------- | ---------------- | ----------- |
| 1     | Lewis Hamilton   | McLaren-Mercedes | 1:35:55,269 |
| 2     | Sebastian Vettel | Red Bull-Renault | + 0,675     |
| 3     | Fernando Alonso  | Ferrari          | + 39,229    |
| PP    | Sebastian Vettel | Red Bull-Renault | 1:35,657    |
| SR    | Sebastian Vettel | Red Bull-Renault | 1:39,347    |

Der Große Preis der USA auf dem Circuit of The Americas fand am 18. November 2012 statt und ging über eine Distanz von 56 Runden à 5,516 km, was einer Gesamtdistanz von 308,896 km entspricht.
Lewis Hamilton gewann das Rennen vor Sebastian Vettel und Fernando Alonso.
Vettel behielt die Führung beim Start und führte das Rennen zunächst an. Durch ein Überholmanöver in der zweiten Rennhälfte gelang es Hamilton, an Vettel vorbeizufahren. Er behielt die Führung bis zum Ziel.
Während die Weltmeisterschaft der Fahrer offenblieb, sicherte sich Red Bull-Renault den Konstrukteurs-Weltmeistertitel.

### Großer Preis von Brasilien
| Platz | Fahrer          | Team             | Zeit        |
| ----- | --------------- | ---------------- | ----------- |
| 1     | Jenson Button   | McLaren-Mercedes | 1:45:22,656 |
| 2     | Fernando Alonso | Ferrari          | + 2,754     |
| 3     | Felipe Massa    | Ferrari          | + 3,615     |
| PP    | Lewis Hamilton  | McLaren-Mercedes | 1:12,458    |
| SR    | Lewis Hamilton  | McLaren-Mercedes | 1:18,069    |

Der Große Preis von Brasilien auf dem Autódromo José Carlos Pace fand am 25. November 2012 statt und ging über eine Distanz von 71 Runden à 4,309 km, was einer Gesamtdistanz von 305,909 km entspricht.
Jenson Button gewann das Rennen vor Fernando Alonso und Felipe Massa.
Nach einem ereignisreichen Rennen reichte Sebastian Vettel ein sechster Platz, um den Weltmeistertitel zu gewinnen.
Es war das letzte Rennen von Michael Schumacher, der letzte Sieg von Jenson Button und auch der letzte Sieg bis zum Großen Preis von Italien 2021 für McLaren.

## Qualifyingduelle
Diese Tabelle zeigt, welche Fahrer im jeweiligen Team die besseren Platzierungen im Qualifying erreicht haben.
| Fahrer               | :                | Fahrer            |
| Red Bull-Renault     | Red Bull-Renault | Red Bull-Renault  |
| -------------------- | ---------------- | ----------------- |
| Sebastian Vettel     | 11:9             | Mark Webber       |
| McLaren-Mercedes     |                  |                   |
| Jenson Button        | 4:16             | Lewis Hamilton    |
| Ferrari              |                  |                   |
| Fernando Alonso      | 17:3             | Felipe Massa      |
| Mercedes             |                  |                   |
| Michael Schumacher   | 10:10            | Nico Rosberg      |
| Lotus-Renault        |                  |                   |
| Kimi Räikkönen       | 9:10             | Romain Grosjean   |
| Kimi Räikkönen       | 1:0              | Jérôme D’Ambrosio |
| Force India-Mercedes |                  |                   |
| Paul di Resta        | 8:12             | Nico Hülkenberg   |

| Fahrer             | :              | Fahrer             |
| Sauber-Ferrari     | Sauber-Ferrari | Sauber-Ferrari     |
| ------------------ | -------------- | ------------------ |
| Kamui Kobayashi    | 9:11           | Sergio Pérez       |
| Toro Rosso-Ferrari |                |                    |
| Daniel Ricciardo   | 15:5           | Jean-Éric Vergne   |
| Williams-Renault   |                |                    |
| Pastor Maldonado   | 18:2           | Bruno Senna        |
| Caterham-Renault   |                |                    |
| Heikki Kovalainen  | 13:7           | Witali Petrow      |
| HRT-Cosworth       |                |                    |
| Pedro de la Rosa   | 17:3           | Narain Karthikeyan |
| Marussia-Cosworth  |                |                    |
| Timo Glock         | 13:7           | Charles Pic        |

## Rennduelle
Diese Tabelle zeigt, welche Fahrer im jeweiligen Team die bessere Platzierung im Rennen erreicht haben. Sollte aus einem Team in einem Rennen kein Fahrer in die Wertung gekommen sein, wird dies als 0:0 gewertet.
| Fahrer               | :                | Fahrer            |
| Red Bull-Renault     | Red Bull-Renault | Red Bull-Renault  |
| -------------------- | ---------------- | ----------------- |
| Sebastian Vettel     | 13:7             | Mark Webber       |
| McLaren-Mercedes     |                  |                   |
| Jenson Button        | 9:11             | Lewis Hamilton    |
| Ferrari              |                  |                   |
| Fernando Alonso      | 18:2             | Felipe Massa      |
| Mercedes             |                  |                   |
| Michael Schumacher   | 10:10            | Nico Rosberg      |
| Lotus-Renault        |                  |                   |
| Kimi Räikkönen       | 17:2             | Romain Grosjean   |
| Kimi Räikkönen       | 1:0              | Jérôme D’Ambrosio |
| Force India-Mercedes |                  |                   |
| Paul di Resta        | 9:11             | Nico Hülkenberg   |

| Fahrer             | :              | Fahrer             |
| Sauber-Ferrari     | Sauber-Ferrari | Sauber-Ferrari     |
| ------------------ | -------------- | ------------------ |
| Kamui Kobayashi    | 10:10          | Sergio Pérez       |
| Toro Rosso-Ferrari |                |                    |
| Daniel Ricciardo   | 12:8           | Jean-Éric Vergne   |
| Williams-Renault   |                |                    |
| Pastor Maldonado   | 8:11           | Bruno Senna        |
| Caterham-Renault   |                |                    |
| Heikki Kovalainen  | 9:10           | Witali Petrow      |
| HRT-Cosworth       |                |                    |
| Pedro de la Rosa   | 15:3           | Narain Karthikeyan |
| Marussia-Cosworth  |                |                    |
| Timo Glock         | 13:7           | Charles Pic        |

## Weltmeisterschaftswertungen

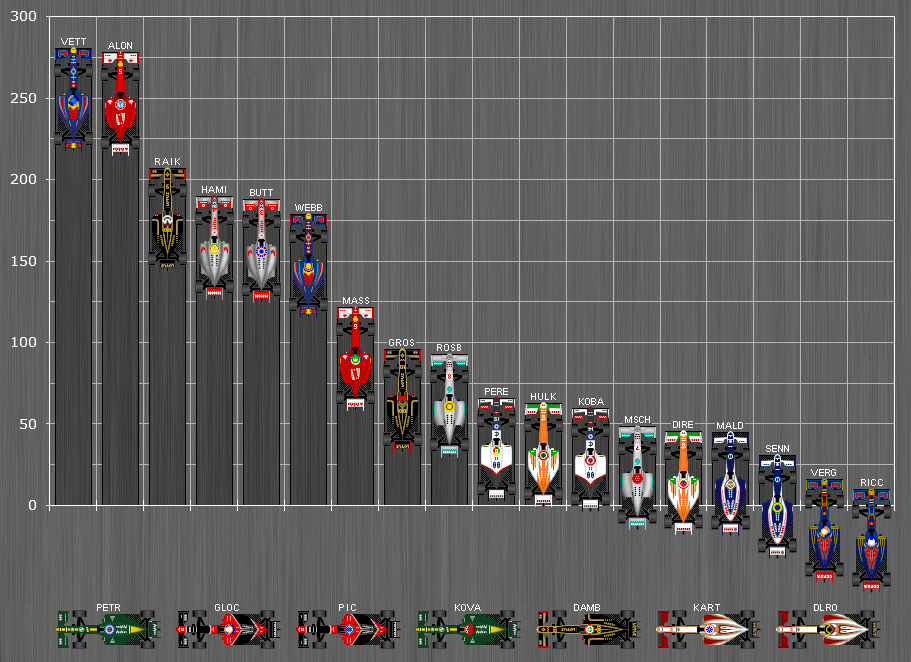
Fahrerwertung der Formel-1-Saison 2012

Weltmeister wird derjenige Fahrer bzw. Konstrukteur, der bis zum Saisonende am meisten Punkte in der Weltmeisterschaft angesammelt hat. Bei der Punkteverteilung werden die Platzierungen im Gesamtergebnis des jeweiligen Rennens berücksichtigt. Die zehn erstplatzierten Fahrer jedes Rennens erhalten Punkte nach folgendem Schema:
| Punkteverteilung | Punkteverteilung | Punkteverteilung | Punkteverteilung | Punkteverteilung | Punkteverteilung | Punkteverteilung | Punkteverteilung | Punkteverteilung | Punkteverteilung | Punkteverteilung |
| ---------------- | ---------------- | ---------------- | ---------------- | ---------------- | ---------------- | ---------------- | ---------------- | ---------------- | ---------------- | ---------------- |
| Platz            | 1                | 2                | 3                | 4                | 5                | 6                | 7                | 8                | 9                | 10               |
| Punkte           | 25               | 18               | 15               | 12               | 10               | 8                | 6                | 4                | 2                | 1                |

### Fahrerwertung
| Pos. | Fahrer         | Konstrukteur         |      |      |     |      |     |      |     |      |     |     |      |     |      |      |      |     |      |     |     |      | Punkte |
| 01   | S. Vettel      | Red Bull-Renault     | 2    | 11   | 5   | 1    | 6   | 4    | 4   | DNF  | 3   | 5   | 4    | 2   | *22* | 1    | 1    | 1   | 1    | 3   | 2   | 6    | 281    |
| 02   | F. Alonso      | Ferrari              | 5    | 1    | 9   | 7    | 2   | 3    | 5   | 1    | 2   | 1   | 5    | DNF | 3    | 3    | DNF  | 3   | 2    | 2   | 3   | 2    | 278    |
| 03   | K. Räikkönen   | Lotus-Renault        | 7    | 5    | 14  | 2    | 3   | 9    | 8   | 2    | 5   | 3   | 2    | 3   | 5    | 6    | 6    | 5   | 7    | 1   | 6   | 10   | 207    |
| 04   | L. Hamilton    | McLaren-Mercedes     | 3    | 3    | 3   | 8    | 8   | 5    | 1   | *19* | 8   | DNF | 1    | DNF | 1    | DNF  | 5    | 10  | 4    | DNF | 1   | DNF  | 190    |
| 05   | J. Button      | McLaren-Mercedes     | 1    | 14   | 2   | *18* | 9   | *16* | 16  | 8    | 10  | 2   | 6    | 1   | DNF  | 2    | 4    | DNF | 5    | 4   | 5   | 1    | 188    |
| 06   | M. Webber      | Red Bull-Renault     | 4    | 4    | 4   | 4    | 11  | 1    | 7   | 4    | 1   | 8   | 8    | 6   | *20* | 11   | 9    | 2   | 3    | DNF | DNF | 4    | 179    |
| 07   | F. Massa       | Ferrari              | DNF  | 15   | 13  | 9    | 15  | 6    | 10  | 16   | 4   | 12  | 9    | 5   | 4    | 8    | 2    | 4   | 6    | 7   | 4   | 3    | 122    |
| 08   | R. Grosjean    | Lotus-Renault        | DNF  | DNF  | 6   | 3    | 4   | DNF  | 2   | DNF  | 6   | 18  | 3    | DNF | EX   | 7    | *19* | 7   | 9    | DNF | 7   | DNF  | 96     |
| 09   | N. Rosberg     | Mercedes             | 12   | 13   | 1   | 5    | 7   | 2    | 6   | 6    | 15  | 10  | 10   | 11  | 7    | 5    | DNF  | DNF | 11   | DNF | 13  | 15   | 93     |
| 10   | S. Pérez       | Sauber-Ferrari       | 8    | 2    | 11  | 11   | DNF | 11   | 3   | 9    | DNF | 6   | 14   | DNF | 2    | 10   | DNF  | 11  | DNF  | 15  | 11  | DNF  | 66     |
| 11   | N. Hülkenberg  | Force India-Mercedes | DNF  | 9    | 15  | 12   | 10  | 8    | 12  | 5    | 12  | 9   | 11   | 4   | *21* | 14   | 7    | 6   | 8    | DNF | 8   | 5    | 63     |
| 12   | K. Kobayashi   | Sauber-Ferrari       | 6    | DNF  | 10  | 13   | 5   | DNF  | 9   | DNF  | 11  | 4   | *18* | 13  | 9    | 13   | 3    | DNF | 14   | 6   | 14  | 9    | 60     |
| 13   | M. Schumacher  | Mercedes             | DNF  | 10   | DNF | 10   | DNF | DNF  | DNF | 3    | 7   | 7   | DNF  | 7   | 6    | DNF  | 11   | 13  | *22* | 11  | 16  | 7    | 49     |
| 14   | P. di Resta    | Force India-Mercedes | 10   | 7    | 12  | 6    | 14  | 7    | 11  | 7    | DNF | 11  | 12   | 10  | 8    | 4    | 12   | 12  | 12   | 9   | 15  | *19* | 46     |
| 15   | P. Maldonado   | Williams-Renault     | *13* | *19* | 8   | DNF  | 1   | DNF  | 13  | 12   | 16  | 15  | 13   | DNF | 11   | DNF  | 8    | 14  | 16   | 5   | 9   | DNF  | 45     |
| 16   | B. Senna       | Williams-Renault     | *16* | 6    | 7   | *22* | DNF | 10   | 17  | 10   | 9   | 17  | 7    | 12  | 10   | *18* | 14   | 15  | 10   | 8   | 10  | DNF  | 31     |
| 17   | J. Vergne      | Toro Rosso-Ferrari   | 11   | 8    | 16  | 14   | 12  | 12   | 15  | DNF  | 14  | 14  | 16   | 8   | DNF  | DNF  | 13   | 8   | 15   | 12  | DNF | 8    | 16     |
| 18   | D. Ricciardo   | Toro Rosso-Ferrari   | 9    | 12   | 17  | 15   | 13  | DNF  | 14  | 11   | 13  | 13  | 15   | 9   | 12   | 9    | 10   | 9   | 13   | 10  | 12  | 13   | 10     |
| 19   | W. Petrow      | Caterham-Renault     | DNF  | 16   | 18  | 16   | 17  | DNF  | 19  | 13   | DNS | 16  | 19   | 14  | 15   | 19   | 17   | 16  | 17   | 16  | 17  | 11   | 0      |
| 20   | T. Glock       | Marussia-Cosworth    | 14   | 17   | 19  | 19   | 18  | 14   | DNF | DNS  | 18  | 22  | 21   | 15  | 17   | 12   | 16   | 18  | 20   | 14  | 19  | 16   | 0      |
| 21   | C. Pic         | Marussia-Cosworth    | *15* | 20   | 20  | DNF  | DNF | DNF  | 20  | 15   | 19  | 20  | 20   | 16  | 16   | 16   | DNF  | 19  | 19   | DNF | 20  | 12   | 0      |
| 22   | H. Kovalainen  | Caterham-Renault     | DNF  | 18   | 23  | 17   | 16  | 13   | 18  | 14   | 17  | 19  | 17   | 17  | 14   | 15   | 15   | 17  | 18   | 13  | 18  | 14   | 0      |
| 23   | J. D’Ambrosio  | Lotus-Renault        |      |      |     |      |     |      |     |      |     |     |      |     | 13   |      |      |     |      |     |     |      | 0      |
| 24   | N. Karthikeyan | HRT-Cosworth         | DNQ  | 22   | 22  | 21   | DNF | 15   | DNF | 18   | 21  | 23  | DNF  | DNF | 19   | DNF  | DNF  | 20  | 21   | DNF | 22  | 18   | 0      |
| 25   | P. de la Rosa  | HRT-Cosworth         | DNQ  | 21   | 21  | 20   | 19  | DNF  | DNF | 17   | 20  | 21  | 22   | 18  | 18   | 17   | 18   | DNF | DNF  | 17  | 21  | 17   | 0      |

| Legende  | Legende            | Legende                                                          |
| Farbe    | Abkürzung          | Bedeutung                                                        |
| -------- | ------------------ | ---------------------------------------------------------------- |
| Gold     | –                  | Sieg                                                             |
| Silber   | –                  | 2. Platz                                                         |
| Bronze   | –                  | 3. Platz                                                         |
| Grün     | –                  | Platzierung in den Punkten                                       |
| Blau     | –                  | Klassifiziert außerhalb der Punkteränge                          |
| Violett  | DNF                | Rennen nicht beendet (did not finish)                            |
| Violett  | NC                 | nicht klassifiziert (not classified)                             |
| Rot      | DNQ                | nicht qualifiziert (did not qualify)                             |
| Rot      | DNPQ               | in Vorqualifikation gescheitert (did not pre-qualify)            |
| Schwarz  | DSQ                | disqualifiziert (disqualified)                                   |
| Weiß     | DNS                | nicht am Start (did not start)                                   |
| Weiß     | WD                 | zurückgezogen (withdrawn)                                        |
| Hellblau | PO                 | nur am Training teilgenommen (practiced only)                    |
| Hellblau | TD                 | Freitags-Testfahrer (test driver)                                |
| ohne     | DNP                | nicht am Training teilgenommen (did not practice)                |
| ohne     | INJ                | verletzt oder krank (injured)                                    |
| ohne     | EX                 | ausgeschlossen (excluded)                                        |
| ohne     | DNA                | nicht erschienen (did not arrive)                                |
| ohne     | C                  | Rennen abgesagt (cancelled)                                      |
| ohne     | keine WM-Teilnahme |                                                                  |
| sonstige | P/fett             | Pole-Position                                                    |
| sonstige | 1/2/3/4/5/6/7/8    | Punktplatzierung im Sprint-/Qualifikationsrennen                 |
| sonstige | SR/kursiv          | Schnellste Rennrunde                                             |
| sonstige | *                  | nicht im Ziel, aufgrund der zurückgelegten Distanz aber gewertet |
| sonstige | ()                 | Streichresultate                                                 |
| sonstige | unterstrichen      | Führender in der Gesamtwertung                                   |

### Konstrukteurswertung
| Pos. | Konstrukteur         | Nr. |      |      |     |      |     |      |     |      |     |     |      |     |      |      |      |     |      |     |     |      | Punkte |
| 01   | Red Bull-Renault     | 01  | 2    | 11   | 5   | 1    | 6   | 4    | 4   | DNF  | 3   | 5   | 4    | 2   | *22* | 1    | 1    | 1   | 1    | 3   | 2   | 6    | 460    |
| 01   | Red Bull-Renault     | 02  | 4    | 4    | 4   | 4    | 11  | 1    | 7   | 4    | 1   | 8   | 8    | 6   | *20* | 11   | 9    | 2   | 3    | DNF | DNF | 4    | 460    |
| 02   | Ferrari              | 05  | 5    | 1    | 9   | 7    | 2   | 3    | 5   | 1    | 2   | 1   | 5    | DNF | 3    | 3    | DNF  | 3   | 2    | 2   | 3   | 2    | 400    |
| 02   | Ferrari              | 06  | DNF  | 15   | 13  | 9    | 15  | 6    | 10  | 16   | 4   | 12  | 9    | 5   | 4    | 8    | 2    | 4   | 6    | 7   | 4   | 3    | 400    |
| 03   | McLaren-Mercedes     | 03  | 1    | 14   | 2   | *18* | 9   | *16* | 16  | 8    | 10  | 2   | 6    | 1   | DNF  | 2    | 4    | DNF | 5    | 4   | 5   | 1    | 378    |
| 03   | McLaren-Mercedes     | 04  | 3    | 3    | 3   | 8    | 8   | 5    | 1   | *19* | 8   | DNF | 1    | DNF | 1    | DNF  | 5    | 10  | 4    | DNF | 1   | DNF  | 378    |
| 04   | Lotus-Renault        | 09  | 7    | 5    | 14  | 2    | 3   | 9    | 8   | 2    | 5   | 3   | 2    | 3   | 5    | 6    | 6    | 5   | 7    | 1   | 6   | 10   | 303    |
| 04   | Lotus-Renault        | 10  | DNF  | DNF  | 6   | 3    | 4   | DNF  | 2   | DNF  | 6   | 18  | 3    | DNF | 13   | 7    | *19* | 7   | 9    | DNF | 7   | DNF  | 303    |
| 05   | Mercedes             | 07  | DNF  | 10   | DNF | 10   | DNF | DNF  | DNF | 3    | 7   | 7   | DNF  | 7   | 6    | DNF  | 11   | 13  | *22* | 11  | 16  | 7    | 142    |
| 05   | Mercedes             | 08  | 12   | 13   | 1   | 5    | 7   | 2    | 6   | 6    | 15  | 10  | 10   | 11  | 7    | 5    | DNF  | DNF | 11   | DNF | 13  | 15   | 142    |
| 06   | Sauber-Ferrari       | 14  | 6    | DNF  | 10  | 13   | 5   | DNF  | 9   | DNF  | 11  | 4   | *18* | 13  | 9    | 13   | 3    | DNF | 14   | 6   | 14  | 9    | 126    |
| 06   | Sauber-Ferrari       | 15  | 8    | 2    | 11  | 11   | DNF | 11   | 3   | 9    | DNF | 6   | 14   | DNF | 2    | 10   | DNF  | 11  | DNF  | 15  | 11  | DNF  | 126    |
| 07   | Force India-Mercedes | 11  | 10   | 7    | 12  | 6    | 14  | 7    | 11  | 7    | DNF | 11  | 12   | 10  | 8    | 4    | 12   | 12  | 12   | 9   | 15  | *19* | 109    |
| 07   | Force India-Mercedes | 12  | DNF  | 9    | 15  | 12   | 10  | 8    | 12  | 5    | 12  | 9   | 11   | 4   | *21* | 14   | 7    | 6   | 8    | DNF | 8   | 5    | 109    |
| 08   | Williams-Renault     | 18  | *13* | *19* | 8   | DNF  | 1   | DNF  | 13  | 12   | 16  | 15  | 13   | DNF | 11   | DNF  | 8    | 14  | 16   | 5   | 9   | DNF  | 76     |
| 08   | Williams-Renault     | 19  | *16* | 6    | 7   | *22* | DNF | 10   | 17  | 10   | 9   | 17  | 7    | 12  | 10   | *18* | 14   | 15  | 10   | 8   | 10  | DNF  | 76     |
| 09   | Toro Rosso-Ferrari   | 16  | 9    | 12   | 17  | 15   | 13  | DNF  | 14  | 11   | 13  | 13  | 15   | 9   | 12   | 9    | 10   | 9   | 13   | 10  | 12  | 13   | 26     |
| 09   | Toro Rosso-Ferrari   | 17  | 11   | 8    | 16  | 14   | 12  | 12   | 15  | DNF  | 14  | 14  | 16   | 8   | DNF  | DNF  | 13   | 8   | 15   | 12  | DNF | 8    | 26     |
| 10   | Caterham-Renault     | 20  | DNF  | 18   | 23  | 17   | 16  | 13   | 18  | 14   | 17  | 19  | 17   | 17  | 14   | 15   | 15   | 17  | 18   | 13  | 18  | 14   | 0      |
| 10   | Caterham-Renault     | 21  | DNF  | 16   | 18  | 16   | 17  | DNF  | 19  | 13   | DNS | 16  | 19   | 14  | 15   | 19   | 17   | 16  | 17   | 16  | 17  | 11   | 0      |
| 11   | Marussia-Cosworth    | 24  | 14   | 17   | 19  | 19   | 18  | 14   | DNF | DNS  | 18  | 22  | 21   | 15  | 17   | 12   | 16   | 18  | 20   | 14  | 19  | 16   | 0      |
| 11   | Marussia-Cosworth    | 25  | *15* | 20   | 20  | DNF  | DNF | DNF  | 20  | 15   | 19  | 20  | 20   | 16  | 16   | 16   | DNF  | 19  | 19   | DNF | 20  | 12   | 0      |
| 12   | HRT-Cosworth         | 22  | DNQ  | 21   | 21  | 20   | 19  | DNF  | DNF | 17   | 20  | 21  | 22   | 18  | 18   | 17   | 18   | DNF | DNF  | 17  | 21  | 17   | 0      |
| 12   | HRT-Cosworth         | 23  | DNQ  | 22   | 22  | 21   | DNF | 15   | DNF | 18   | 21  | 23  | DNF  | DNF | 19   | DNF  | DNF  | 20  | 21   | DNF | 22  | 18   | 0      |

| Legende  | Legende            | Legende                                                          |
| Farbe    | Abkürzung          | Bedeutung                                                        |
| -------- | ------------------ | ---------------------------------------------------------------- |
| Gold     | –                  | Sieg                                                             |
| Silber   | –                  | 2. Platz                                                         |
| Bronze   | –                  | 3. Platz                                                         |
| Grün     | –                  | Platzierung in den Punkten                                       |
| Blau     | –                  | Klassifiziert außerhalb der Punkteränge                          |
| Violett  | DNF                | Rennen nicht beendet (did not finish)                            |
| Violett  | NC                 | nicht klassifiziert (not classified)                             |
| Rot      | DNQ                | nicht qualifiziert (did not qualify)                             |
| Rot      | DNPQ               | in Vorqualifikation gescheitert (did not pre-qualify)            |
| Schwarz  | DSQ                | disqualifiziert (disqualified)                                   |
| Weiß     | DNS                | nicht am Start (did not start)                                   |
| Weiß     | WD                 | zurückgezogen (withdrawn)                                        |
| Hellblau | PO                 | nur am Training teilgenommen (practiced only)                    |
| Hellblau | TD                 | Freitags-Testfahrer (test driver)                                |
| ohne     | DNP                | nicht am Training teilgenommen (did not practice)                |
| ohne     | INJ                | verletzt oder krank (injured)                                    |
| ohne     | EX                 | ausgeschlossen (excluded)                                        |
| ohne     | DNA                | nicht erschienen (did not arrive)                                |
| ohne     | C                  | Rennen abgesagt (cancelled)                                      |
| ohne     | keine WM-Teilnahme |                                                                  |
| sonstige | P/fett             | Pole-Position                                                    |
| sonstige | 1/2/3/4/5/6/7/8    | Punktplatzierung im Sprint-/Qualifikationsrennen                 |
| sonstige | SR/kursiv          | Schnellste Rennrunde                                             |
| sonstige | *                  | nicht im Ziel, aufgrund der zurückgelegten Distanz aber gewertet |
| sonstige | ()                 | Streichresultate                                                 |
| sonstige | unterstrichen      | Führender in der Gesamtwertung                                   |